# کولونیا، یاپ
کولونیا یک منطقه شهری و پایتخت ایالت یاپ در ایالات فدرال میکرونزی است. کولونیا در دو منطقه شهرداری رول و ولوی در آبخوست یاپ قرار دارد. کولونیا، آبخوست یاپ و ۱۳ آب‌سنگ حلقوی دیگر تا فاصله ۸۰۰ کیلومتر (۵۰۰ مایل) از آبخوست یاپ را مدیریت می‌کند.

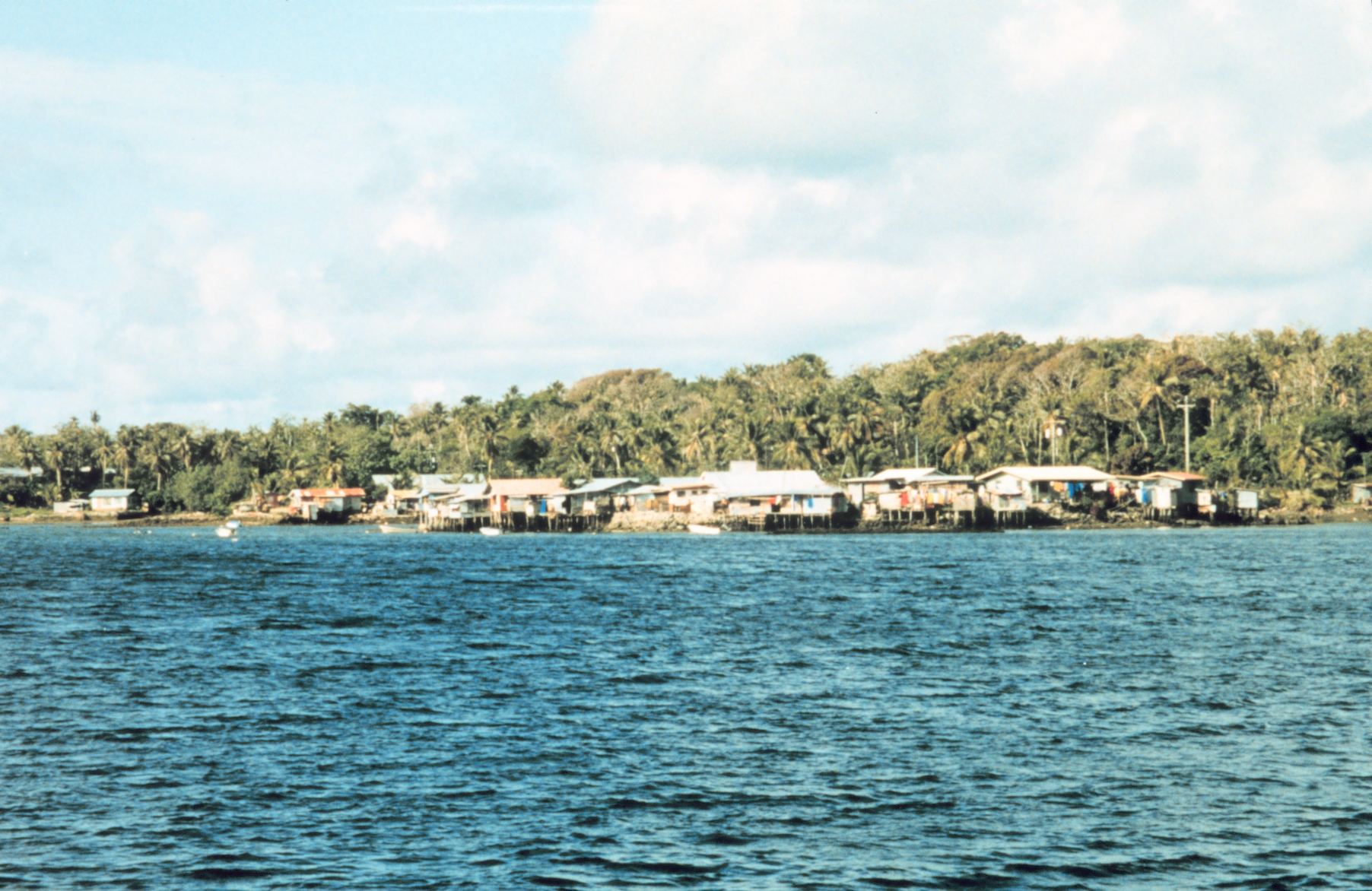

بر پایه سرشماری سال ۲۰۱۰ جمعیت کولونیا ۳,۱۲۶ نفر بود.
در هنگامی که یاپ مستعمره امپراتوری اسپانیا بود در سال ۱۸۸۵ یک پایگاه کلیسای کاتولیک در کولونیا بر پا بود.
بندرگاه تُمیل، بندر اصلی ایالت یاپ است. هر کشتی باید ۲٫۴ کیلومتر (۱٫۵ مایل) را به دور آب‌سنگ بپیماید تا از آبراهه وارد بندر شود. درازای اسکله کوچک بندر ۷۰ متر (۲۳۰ فوت) است.

## آموزش و پرورش
مدرسه‌های دولتی:
- دبیرستان یاپ